# موريتز زيمر
موريتز زيمر (بالألمانية: Moritz Zimmer)‏ (25 نوفمبر 1993 - ) هو لاعب كرة قدم ألماني في مركز قلب الدفاع. لعب مع نادي إلفرسبيرغ.

## وصلات خارجية
- موريتز زيمر على موقع قاعدة بيانات كرة القدم.إي يو (الإنجليزية)